# Miroč
Miroč (în sârbă Мироч) este un munte din estul Serbiei, situat între localitățile Donji Milanovac și Tekija. Vârful său cel mai înalt, Štrbac, are o altitudine de 768 metri (2.520 ft) deasupra nivelului mării. Alături de muntele Liškovac, Miroč mărginește defileul Porțile de Fier de pe Dunăre. El este situat în parcul național Đerdap.
În folclorul sârb, el este considerat un munte mistic, cu ierburi magice care vindecă toate rănile haiducilor și mai ales ale vilei Ravijojla (vezi articolul Vila (zână)), sora de sânge a prințului Marko. Potrivit legendei, după Bătălia de la Rovine (în care personajul istoric Marko Kraljević), Marko, care era grav rănit, a traversat înot Dunărea pe calul său Šarac și a ajuns în localitatea Koroglaš. Vila Ravijojla a adunat plante medicinale de pe muntele Miroč și i-a tratat rănile. Mănăstirea Koroglaš a fost construită aici în secolul al XIV-lea.
Muntele este cunoscut pentru mierea sa de calitate. Zona montană înconjurătoare are o faună bogată, formată în special din căprioare și mistreți, și există zone de vânătoare protejată, precum Vratna și Ploče.
Bazinul hidrografic al râului Blederija a fost declarat monument al naturii în decembrie 2019, datorită „bogăției și varietății geodiversității”. El include cele patru izvoare care formează râul, un rezervor natural pe porțiunea inferioară a văii râului, peștera de izvor Sokolovica, un mic defileu de calcar și cascade.